# 乌脚绿
乌脚绿（学名：Dendrocalamopsis edulis）为禾本科绿竹属下的一个种。